# Xyrichtys novacula
Pour l’article homonyme, voir rason.
Espèce
Synonymes
- Novacula novacula (Linnaeus, 1758)[1]
- Coryphaena novacula (Linnaeus, 1758)[1]
- Coryphaena lineata (Gmelin, 1789)[1]
- Hemipteronotus novacula (Linnaeus, 1758)[1]
- Hemipteronotus psittacus (Linnaeus, 1766)[1]
- Xyrichthys uniocellatus (Agassiz, 1931)[1]

Statut de conservation UICN

 LC  : Préoccupation mineure
Xyrichtys novacula, communément appelé Rason, est un poisson osseux, benthique, littoral, de la famille des labridés. L’espèce est caractéristique du genre Xyrichtys.

## Répartition
C'est la seule espèce du genre Xyrichtys en Méditerranée.
Le Rason est assez rare sur les côtes méditerranéennes françaises ; il est plus fréquent en Algérie. Il est commun sur les côtes de l’Atlantique tropical, d’où il provient, et à Majorque.
Dans l'Atlantique ouest, on le trouve en Caroline du Nord (États-Unis), dans le nord du golfe du Mexique, et de la mer des Caraïbes jusqu'au Brésil. Dans l'Atlantique est, on le trouve au sud de l'Espagne, sur les côtes gabonaises, aux Açores, à Madère, aux îles Canaries…
On le trouve peut-être aussi au sud du Japon.

## Noms vernaculaires
Il est également appelé Rasoir, Rat de mer, Rasoul, Raor, Donzelle lame ; en anglais, pearly razorfish.

## Description
Son corps, très comprimé latéralement, est rose rougeâtre, plus foncé sur le dos et clair sur le ventre, parfois marqué de vert et de gris. Son dos est effilé. Chaque écaille porte un trait bleu vertical. Des torsades bleues et jaune orange descendent de la région orbitaire sur les pièces operculaires et les joues, lui conférant une coloration qui, liée à son profil droit, rappelle certains poissons tropicaux (dorade coryphène, baliste, poisson perroquet). On peut observer une ligne latérale formée de deux tronçons décalés. Sa taille est d’environ 10 à 30 cm. Le dimorphisme sexuel est caractérisé par la forme de la tête et la longueur de la nageoire pelvienne.

## Comportement et alimentation
Le Rason vit à une profondeur variant de 1 à 90 m, le plus souvent sur des fonds sableux ou vaseux et les prairies sous-marines. Son alimentation est à base de gastéropodes, de lamellibranches, d’échinodermes et de crustacés. Dans sa réaction de fuite, il s’ensable verticalement, la tête la première. Il passe vraisemblablement la nuit et aussi une partie de l’hiver enfoui dans le sable. Il construit son nid dans le sable à partir de débris de coraux. Il est marqué par un hermaphrodisme successif de type protérogynique monarchique : les grands individus, plus âgés, sont des mâles dominants.

## Xyrichtys novaculaet l'Homme
Son importance économique est réduite. Il se consomme frais, sa chair est très délicate, les pêcheurs amateurs l’attrapent à la ligne du bateau. Sur les côtes algériennes, le Rason (Rasoir) se pêche entre mai et octobre, de préférence quand le soleil est au zénith, à la ligne depuis une barque à la dérive. Le plus souvent, les pêcheurs de cette région utilisent des morceaux de viande rouge comme appât et parfois aussi du calamar. Il faut savoir que le Rason est doté de deux paires d'incisives très dangereuses, dont il se sert pour mordre. Il ne faut pas hésiter à assommer le poisson une fois remonté sur la barque.

## Culture
Xyrichtys novacula  est représenté sur un timbre de 50 francs de la république de Côte d'Ivoire.